# Дезіре Буржуа
Дезідеріус Віктор "Дезіре" Буржуа (фр. Desiderius Victor "Désiré" Bourgeois, 13 грудня 1908, Мехелен — 29 січня 1996) — бельгійський футболіст, що грав на позиції півзахисника за клуб «Мехелен», а також національну збірну Бельгії. По завершенні ігрової кар'єри — тренер. Чемпіон Бельгії (як тренер).

## Клубна кар'єра
У футболі дебютував 1926 року виступами за команду «Мехелен», кольори якої і захищав протягом усієї своєї кар'єри гравця, що тривала тринадцять років. 

## Виступи за збірну
1934 року дебютував в офіційних матчах у складі національної збірної Бельгії. Протягом кар'єри у національній команді провів у її формі 2 матчі.
Був присутній в заявці збірної на чемпіонаті світу 1934 року в Італії, але на поле не виходив.

## Кар'єра тренера
Через десять років після закінчення кар'єри гравця очолив «Мехелен». Тренував команду з 1947 по 1953 рік і в сезоні 1954-1955. Привів команду до чемпіонства в сезоні 1947-1948.
Помер 29 січня 1996 року на 88-му році життя.

## Титули і досягнення
- Чемпіон Бельгії (як тренер): 1

«Мехелен»: 1947-1948